# Globifomes graveolens
Globifomes là một chi nấm thuộc họ Polyporaceae. Là một chi đơn loài, nó chứa loài duy nhất Globifomes graveolens.